# ボブ・グリーシー
ボブ・グリーシー（Robert Allen Griese ; [ˈɡriːsi]GREE-see、1945年2月3日 - ）は、アメリカ合衆国インディアナ州エバンズビル出身のアメリカンフットボールの元選手である。クォーターバックとして、1967年シーズンから1980年シーズンまでマイアミ・ドルフィンズ一筋で14年間プレーした。
パデュー大学でカレッジフットボールをプレーしたグリーシーは1967年のNFLドラフトでマイアミ・ドルフィンズから1巡目全体4位の指名を受け、NFL入りした。名将ドン・シュラの下、スーパーボウルに3年連続出場し（第6回・第7回・第8回）、第7回・第8回スーパーボウルを連覇した。
1984年にカレッジフットボール殿堂入りし、1990年にプロフットボール殿堂入りした。マイアミ・ドルフィンズでの背番号12は永久欠番になっている。
引退後は、NFLやカレッジフットボールの試合で解説者を務めた。

## 経歴
第6回スーパーボウルに出場した際は、自陣38ヤードからのプレーでボブ・リリー、ラリー・コール、ジェスロ・ピューからプレッシャーを受けて、リリーにサックされ、29ヤードをロスした。29ヤードロスしたプレーは、スーパーボウル記録となっている。
1972年、マイアミ・ドルフィンズがシーズン無敗で第7回スーパーボウルを優勝した際のQBである。この年、エースQBのグリーシーが5試合目で負傷し38歳のベテランQBアール・モラルが交代出場、その後レギュラーシーズン残り試合全てで先発したが全勝、プレーオフのクリーブランド・ブラウンズ戦でもモラルが先発した。グリーシーは、ピッツバーグ・スティーラーズとのAFCチャンピオンシップゲームで交代出場、第7回スーパーボウルでは先発に復帰した。翌年の第8回スーパーボウルでも優勝している。スーパーボウル3連覇を目指した1974年は、ディビジョナルプレーオフでオークランド・レイダースと対戦、ケン・ステイブラーからクラレンス・デービスへのTDパスが試合終盤に決まり敗れた。このプレーは、The sea of hands と呼ばれている。

## 家族

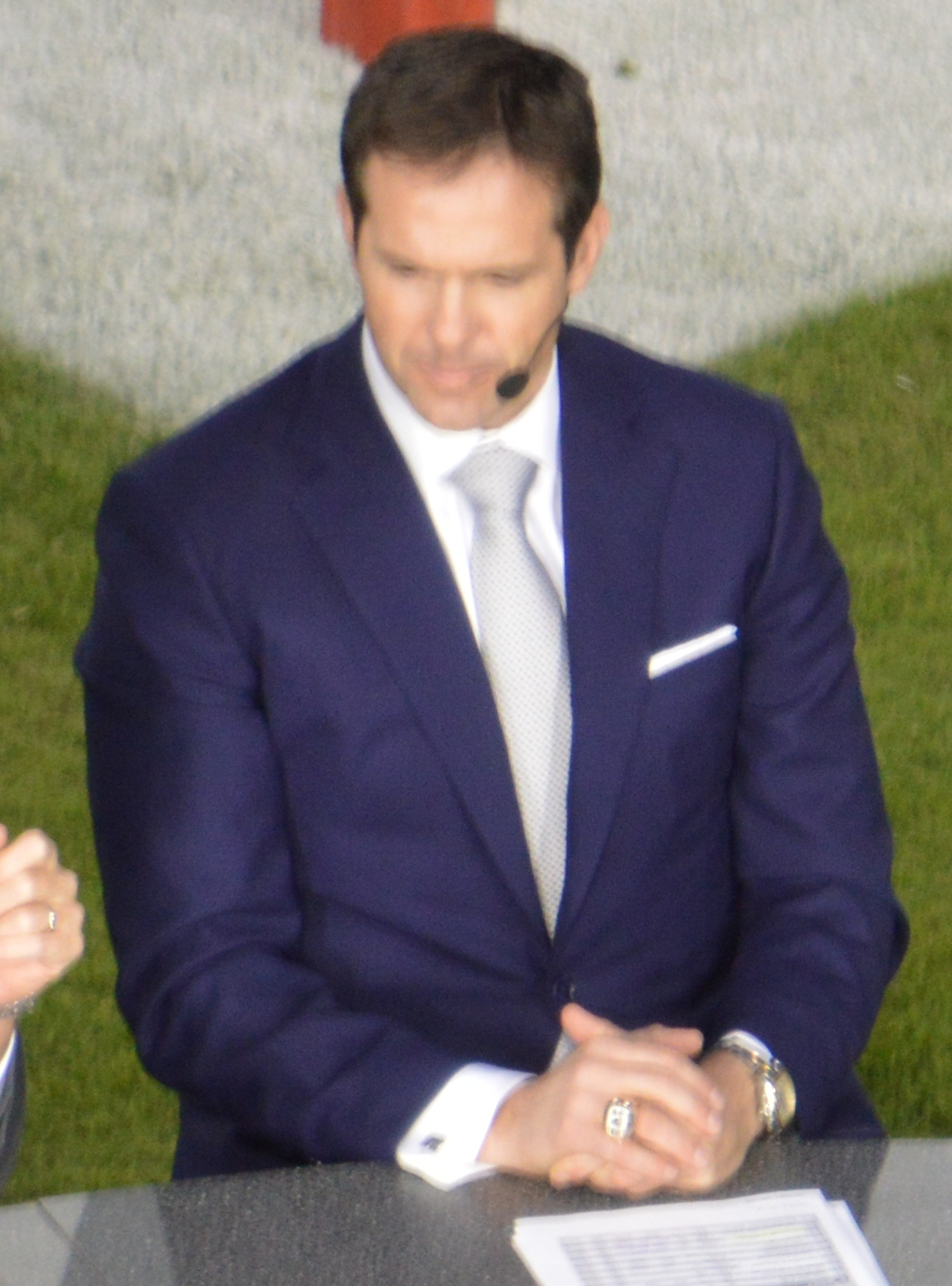
2013年解説者となったブライアン

息子のブライアン・グリーシーはミシガン大学に進学し、1998年1月1日に行われたローズボウルのMVPとなった。この試合は父親であるボブが解説を務めた。ブライアンはその後、NFLのブロンコス、ドルフィンズ、バッカニアーズ、ベアーズでプレーした。